# كونستانتينوس مافروبانوس
قونسطانطينوس مافروبانوس (باليونانية: Κωνσταντίνος Μαυροπάνος؛ مواليد 11 ديسمبر 1997) لاعب كرة قدم يوناني يلعب قلب دفاع لنادي شتوتغارت الألماني و‌منتخب اليونان.
سبق له أن لعب مع باس جيانينا و‌أرسنال.

## وصلات خارجية
- كونستانتينوس مافروبانوس على موقع الاتحاد الدولي (مؤرشف)  (الإنجليزية)
- كونستانتينوس مافروبانوس على موقع الاتحاد الأوربي (الإنجليزية)
- كونستانتينوس مافروبانوس على موقع إي إس بي إن إف سي (الإنجليزية)
- كونستانتينوس مافروبانوس على موقع قاعدة بيانات كرة القدم.إي يو (الإنجليزية)
- كونستانتينوس مافروبانوس على موقع ليكيب (الفرنسية)
- كونستانتينوس مافروبانوس على موقع ناشيونال فوتبول تيمز (الإنجليزية)
- كونستانتينوس مافروبانوس على موقع Soccerbase.com (لاعب) (الإنجليزية)
- كونستانتينوس مافروبانوس على موقع Soccerway.com (الإنجليزية)
- كونستانتينوس مافروبانوس على موقع عالم كرة القدم.نت (الإنجليزية)